# Gútar
Gútar es una localidad de la provincia de Jaén, perteneciente al municipio de Villanueva del Arzobispo. Tenía 73 habitantes en 2004. Actualmente se aproxima a los 90, dado que el éxodo rural que ha sufrido en tiempos anteriores ya no sucede de igual modo.

## Historia
Restos romanos, de los que apenas quedan nada y que en los años setenta sufrió su mayor expolio, en el cual figuraban mosaicos y que fue descubierto en Gútar en la zona de "Solana de los Jesuitas".
Restos del ferrocarril Baeza-Utiel
- Datos: Q5890461